# Hortensia dilatata
Hortensia dilatata är en insektsart som beskrevs av Young 1977. Hortensia dilatata ingår i släktet Hortensia och familjen dvärgstritar. Inga underarter finns listade i Catalogue of Life.